# Cristian Villanueva
Cristian Damián Villanueva (General Roca, 25 dicembre 1983) è un ex calciatore argentino, di ruolo difensore.

## Caratteristiche tecniche
È un terzino destro.

## Carriera
È cresciuto nelle giovanili del Deportivo Roca. Dal 2008 al 2018 ha giocato nell'Olimpo, squadra di cui ha indossato la fascia da capitano.

## Statistiche

### Presenze e reti nei club
Statistiche aggiornate al 17 aprile 2018.
| Stagione      | Squadra       | Campionato    | Campionato | Campionato | Coppe nazionali | Coppe nazionali | Coppe nazionali | Coppe continentali | Coppe continentali | Coppe continentali | Altre coppe | Altre coppe | Altre coppe | Totale | Totale | Totale |
| Stagione      | Squadra       | Comp          | Pres       | Reti       | Comp            | Pres            | Reti            | Comp               | Pres               | Reti               | Comp        | Pres        | Reti        | Pres   | Reti   |        |
| ------------- | ------------- | ------------- | ---------- | ---------- | --------------- | --------------- | --------------- | ------------------ | ------------------ | ------------------ | ----------- | ----------- | ----------- | ------ | ------ | ------ |
| 2008-2009     | Olimpo        | BN            | 27         | 1          | CA              | 0               | 0               |                    | -                  | -                  |             | -           | -           | 27     | 1      |        |
| 2009-2010     | Olimpo        | BN            | 26         | 0          | CA              | 0               | 0               |                    | -                  | -                  |             | -           | -           | 26     | 0      |        |
| 2010-2011     | Olimpo        | PD            | 13         | 1          | CA              | 0               | 0               |                    | -                  | -                  |             | -           | -           | 13     | 1      |        |
| 2011-2012     | Olimpo        | PD            | 25         | 0          | CA              | 2               | 0               |                    | -                  | -                  |             | -           | -           | 27     | 0      |        |
| 2012-2013     | Olimpo        | BN            | 32         | 1          | CA              | 1               | 0               |                    | -                  | -                  |             | -           | -           | 33     | 1      |        |
| 2013-2014     | Olimpo        | PD            | 29         | 0          | CA              | 1               | 0               |                    | -                  | -                  |             | -           | -           | 30     | 0      |        |
| 2014          | Olimpo        | PD            | 16         | 1          |                 | -               | -               |                    | -                  | -                  |             | -           | -           | 16     | 1      |        |
| 2015          | Olimpo        | PD            | 13         | 0          | CA              | 0               | 0               |                    | -                  | -                  |             | -           | -           | 13     | 0      |        |
| 2016          | Olimpo        | PD            | 3          | 0          | CA              | 2               | 0               |                    | -                  | -                  |             | -           | -           | 5      | 0      |        |
| 2016-2017     | Olimpo        | PD            | 22         | 0          | CA              | 4               | 0               |                    | -                  | -                  |             | -           | -           | 26     | 0      |        |
| 2017-2018     | Olimpo        | PD            | 13         | 0          | CA              | 0               | 0               |                    | -                  | -                  |             | -           | -           | 13     | 0      |        |
| Totale Olimpo | Totale Olimpo | Totale Olimpo | 219        | 3          |                 | 10              | 0               |                    | -                  | -                  |             | -           | -           | 229    | 3      |        |

## Palmarès

### Club

#### Competizioni nazionali
- Primera B Nacional: 1

Olimpo: 2009-2010